# Rudi Fischer (Musiker)
Rudolf „Rudi“ Fischer (* 5. November 1961 in Werneck) ist ein deutscher Musiker, Dirigent und Komponist. Er ist musikalischer Leiter der Hergolshäuser Musikanten.

## Leben
Rudi Fischer begann seine musikalische Karriere mit elf Jahren auf dem Flügelhorn. Mit 14 Jahren komponierte er seine erste Polka mit dem Titel Fröhliches Volk, der weitere folgten.
In seinem 13. Lebensjahr wurde Rudi Fischer Mitglied der Hergolshäuser Musikanten und 1981 deren Dirigent und Vorstandsmitglied. 1981 begann er auch, im Kirchenchor Waigolshausen/Hergolshausen zu singen.
Der Diplom-Ingenieur und staatlich anerkannte Dirigent für Laienblasorchester schuf zahlreiche Eigenkompositionen, Bearbeitungen und Texte, die auf die Hergolshäuser Musikanten zugeschnitten sind. 2006 komponierte er anlässlich des 90. Geburtstags von Siegfried Fürst zu Castell-Rüdenhausen seine erste Auftragskomposition, den Konzertmarsch Fürst Siegfried.
2015 wurde Rudi Fischer mit dem Ehrenzeichen des bayerischen Ministerpräsidenten für Verdienste im Ehrenamt geehrt.

## Werke

### Kompositionen (Auszug)
- Die Sonne geht auf (Konzertmarsch)
- Novemberzeit (Walzer)
- Für Dich (Walzer)
- Sonntagmorgen (Polka)
- Leb dein Leben (Polka)
- Für Katja (Polka)
- Der Europameister (Konzertmarsch)
- Böhmischer Frühling (Polka)
- Fröhliches Volk (Polka)
- Wie ein Traum (Polkalied)
- Kann es so nie mehr sein (Polkalied)
- Das Leben ist schön (Polka)
- Meine erste Polka (Polka)
- Sandra (Slowrock)
- Fürst Siegfried (Konzertmarsch)
- Freunde feiern Blasmusik (Polka)

### Arrangements (Auswahl)
- Auf viele Jahre (Konzertmarsch, Michael Seufert)
- Du bist mein Sonnenschein (Polka, Michael Seufert)
- Mei Dörfla (Walzer, Reinhold Seufert)
- Böhmisches Herzklopfen (Polka, Klaus Rustler)
- Böhmisches Temperament (Polka, Klaus Rustler)
- Mein liebes Heimatdorf (Polkalied, Andy Schreck)